# ジョン・マイケル・ライト
ジョン・マイケル・ライト（英: John Michael Wright、1617年5月 - 1694年7月）は17世紀に活動した肖像画家。バロック風の作品を描いた。出生地ははっきりとしておらず、イングランドとスコットランドの両方の説がある。
エディンバラでスコットランド人画家ジョージ・ジェムソンに絵画を学び、その後長期のローマ滞在中に画家、学者として高い評価を得た。ローマでは芸術家協会アカデミア・ディ・サン・ルカに加入を許され、当時を代表する芸術家たちと交流を持っていた。1655年には、神聖ローマ皇帝フェルディナント2世の末子でスペイン領ネーデルラント総督レオポルト・ヴィルヘルム（en）に仕え、美術品を購入するためにオリバー・クロムウェル支配下のイングランドに渡ったこともある。1656年からイングランドに滞在し、王政復古（en）前後はイングランドの宮廷画家を務めていた。
ローマ・カトリックに改宗していたライトは、王政復古後のステュアート王家の庇護を受けるようになり、イングランド王チャールズ2世とジェームズ2世に仕える芸術家であるとともに、当時の政治情勢の記録者でもあった。イングランドでの最後の数年間は、ローマ教皇インノケンティウス11世への使節団の一人として、ローマへと渡っている。
現在、ライトはイギリス人画家としては当時最高の画家の一人とみなされており、とくに独自の写実的な肖像画が評価されている。その経歴がもたらしたと思われる国際人的な考え方から、外国人芸術家が好まれていた当時の最上流階級のパトロンにも恵まれた。王侯貴族を描いたライトの作品は、現在多くの主要な美術館に所蔵されている。

## 生涯

### 初期の経歴とスコットランドとの関係

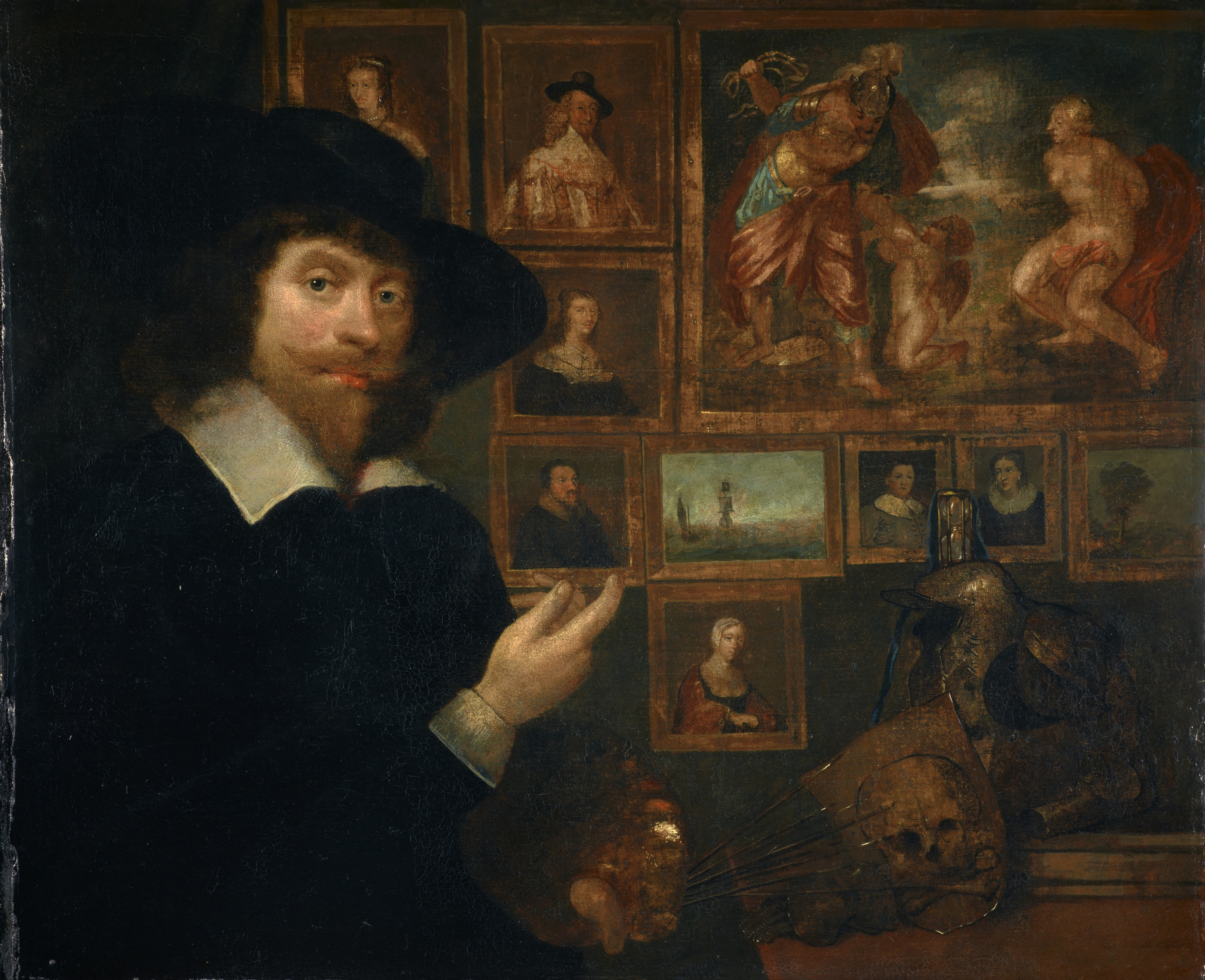
ジョン・マイケル・ライトの師ジョージ・ジェムソン（1590年 - 1644年）の自画像（1642年頃）
スコットランド国立美術館

ライトの出生地ははっきりとしていない。画家としてのキャリア最盛期には「イングランド人 (Anglus )」と「スコットランド人 (Scotus )」の両方の署名が見られる。イングランドの作家ジョン・イーヴリン（1620年 - 1706年）の日記ではライトをスコットランド人としており、第4代オーフォード伯ホレス・ウォルポール（1717年 - 1797年）もライトはスコットランド人であるとしている。後世の伝記作家も暫定的にではあるが、スコットランド人説をとっている。しかしながらイギリス人古美術商トマス・ハーン (en:Thomas Hearne) の1700年の記録では、ライトはロンドンのシュー・レーンで生まれ、ローマ・カトリックに改宗した際に、司祭によってスコットランドへと連れて行かれたとなっている。ライトがロンドンの出身であるということは洗礼者記録によっても裏付けられ、ロンドンのフリート街セントブライド教会の1617年5月25日の記録に、ロンドン市民の仕立屋ジェームス・ライトの息子「ミゲル・ライト (Mighell Wryghtt )」として記載されている。
現在知られているライトの若年期の記録は、1636年4月6日に当時19歳だったライトが、それなりに高名だったエディンバラの肖像画家ジョージ・ジェムソンの徒弟だったということである。エディンバラの徒弟名簿にはライトのことが「ロンドンの仕立屋、ジェームズ・Wの息子、マイケル」として記載されている。ライトがスコットランドへと渡った理由は明らかになっておらず、両親どちらかの出身地だったためか（ライトの両親はロンドンとスコットランド出身と考えられている）、あるいはロンドンで流行したペストを避けるためだったとされている。ライトは徒弟期間の間、ジェムソンの工房があったネザーバウ・ゲイト近辺のロイヤルマイルに下宿していた。徒弟期間は5年の契約だったが、ジェムソンが1639年末に投獄されたため、おそらく短縮されたのでないかと考えられる。徒弟時代にライトが描いた作品の記録はまったく残っていない。現存しているライトの最初期の作品は、1640年代にローマで描いた初代アリスベリー伯ロバート・ブルース (en:Robert Bruce, 1st Earl of Ailesbury) の小さな肖像画である。
ライトがスコットランド滞在中に妻と出会っている可能性もある。ライトの妻のことは伝わっておらず、唯一30年後の文書に「スコットランドでもっとも高貴で有名な一族と関係がある」と記されているだけである。もしこの記述が正確であれば、後年ライトが貴族階級の後援者を得ることができた理由の説明になる。このほかにライトの家族について分かっていることは、妻との間に少なくとも一人の息子がおり、名前がトマスだったということだけである。

### ローマ時代とネーデルラント時代

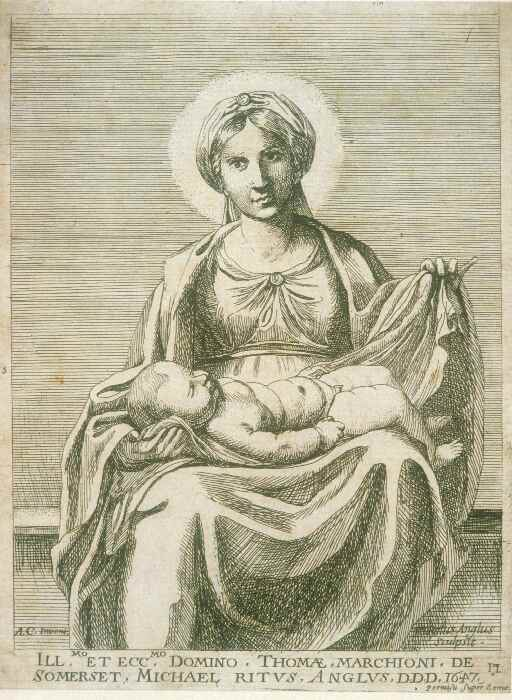
『聖母子』（1647年）
ハンテリアン博物館美術館
スコットランド時代にライトが描いた最初期の作品

徒弟期間終了後にライトがフランスへと渡ったらしき形跡があるが、ライトの最終的な目的地はイタリアだった。1642年初頭にイングランド系学者ジェームス・アルバン・ギブスの取り巻きとしてローマに滞在していた可能性もあるとはいえ、確実なローマ滞在記録として残っているのは1647年からである。この時期の記録は概略しか伝わっていないが、ライトの絵画技術とその評価は高く、1648年にはローマで一流の芸術家協会であるアカデミア・ディ・サン・ルカのメンバーになっており、「ミケーレ・リタ、イングランドの画家 Michele Rita, pittore inglese」として登録されている。
当時のアカデミア・ディ・サン・ルカにはイタリア人画家だけではなく著名な外国人画家が多く入会しており、フランス人画家ニコラ・プッサン、スペイン人画家ディエゴ・ベラスケスなども登録されている。1648年2月10日には、ローマ・カトリック教義を芸術を通じて広めるために、年に一回パンテオンで美術展を開催していたローマ教皇庁美術アカデミー (en:Pontifical Academy of Fine Arts and Letters of the Virtuosi al Pantheon) のメンバーにも選ばれた。
ライトはローマに10年以上滞在している。この間に数ヶ国語を完全に習得し、さらに美術鑑定家としても高い評価を受けるようになった。稀覯本、版画、絵画、宝石、メダルなどの価値あるコレクションを所有するなど経済的にも成功し、収集したコレクションにはマンテーニャ、ミケランジェロ、ラファエロ、ティツィアーノ、コレッジョら、ルネサンス期の巨匠の作品も含まれていた。おそらくはコレクションから同数の絵画を売却することによって、新しく14点の絵画を購入したこともある。17世紀の王党派のアマチュア画家リチャード・シモンズ (en:Richard Symonds (diarist)) が残した日記には、1650年代初頭にライトが所有していたコレクションの一覧が書かれており、この記録ではライトがスコットランド人であると記されている。

### レオポルト・ヴィルヘルム大公の美術品購入代理人

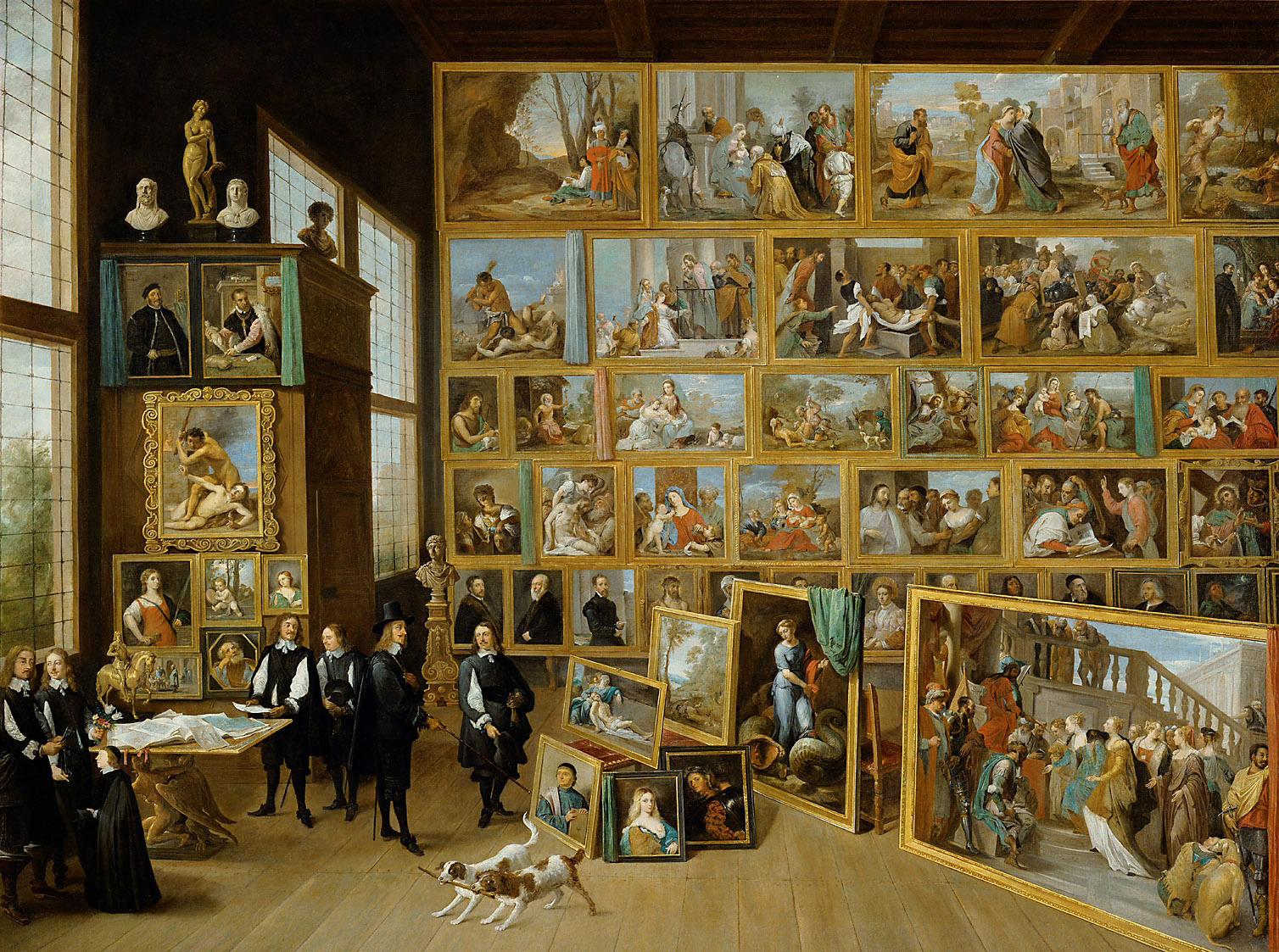
ライトが収集したブリュッセルのレオポルト・ヴィルヘルム大公のコレクション
ダヴィッド・テニエルス (:en:David Teniers the Younger) 画（1650年頃）、美術史美術館

ライトは1654年にローマを離れ、ブリュッセルへと旅している。当時のライトの名声はブリュッセルに居を構えていたスペイン領ネーデルラント総督レオポルト・ヴィルヘルム大公も認めるものだった。レオポルトはライトを芸術家ではなく、美術品収集の助言者として雇い入れた。神聖ローマ皇帝フェルディナント3世の末弟にしてスペイン王フェリペ4世の従兄弟という名門ハプスブルク家のレオポルトには、絵画や美術品の巨大なコレクションを収集するだけの財力と権力が十分備わっていた。1655年当時のレオポルトは、イングランドの護国卿オリバー・クロムウェルと互いに馬を交換し合ったり、クロムウェルにホワイト・ホール宮殿の改築に使用するタペストリーや美術品を提供するなど、親交を持っていた。クロムウェルのもとにハプスブルク家からの友好使節団が訪れたこともあった。イングランド内戦によって1649年にイングランド王チャールズ1世が処刑されて以来、レオポルトはイングランド王室のコレクションなど様々な美術品を取得し続けており、レオポルトから美術品購入を一任されていたライトはこのような状況のもとでロンドンを訪れて美術品を購入していった。ライトが所持していたパスポートには「ファン・ミゲル・リタ、イングランド人画家、絵画、メダル、古美術品収集のためにイングランドを訪問中で･･･ Juan Miguel Rita, pintor Ingles, qua va a Inglaterra a procurar pinturas, medalas, antiguedades, y otras costa señaladas, que le hemosencargado...」と書かれ、ライトのイングランド滞在を保証していた。ライトのパスポートの発行日付は1655年5月22日でレオポルド自身がブリュッセルで署名しており、ライトがこの時期までにイタリアを離れてフランドルへと向かったことを示唆している。
公的業務の一つとして、ライトはレオポルトが個人的にロンドンに駐在させていた特命大使マルケス・デ・リーデと、ハプスブルク家の公式ロンドン大使アロンソ・デ・カルデナスに表敬訪問をしたと考えられている。この両名とも1649年からスペイン王家のために美術品を買い上げるという役割を果たしていた。当時の記録が不足しているため、ライトがこの二人のもとを訪れた時期や期間は明らかにはなっていない。しかしながら、ハプスブルク家とクロムウェルの仲が険悪化し、1655年6月末にデ・リーデが、その数週間後にデ・カルデナスが相次いでロンドンを離れているため、ライトも間もなくロンドンからフランドルへ戻ったと考えられる。フランドル帰還時にライトは購入した美術品を持参していたが、ちょうど同時期にレオポルトは自身の巨大な美術コレクションとともにブリュッセルを後にしていたことを知らされている。レオポルトがウィーンへと住まいを移した後に、ライトは再度ロンドンを訪れた。1656年4月9日に港町ドーバーに到着しており、当時の入国記録に次のような記述が残っている。
この記録ではライトがフランドルでハプスブルク家のレオポルトに雇われていたことが巧妙に隠され、婉曲的に「他諸国」という表現に置換されている。これは当時ハプスブルク家とイングランドが戦端を開いていたためで、ライトが名誉あるアカデミア・ディ・サン・ルカの一員であることも言及されてはいない。

### イングランド時代

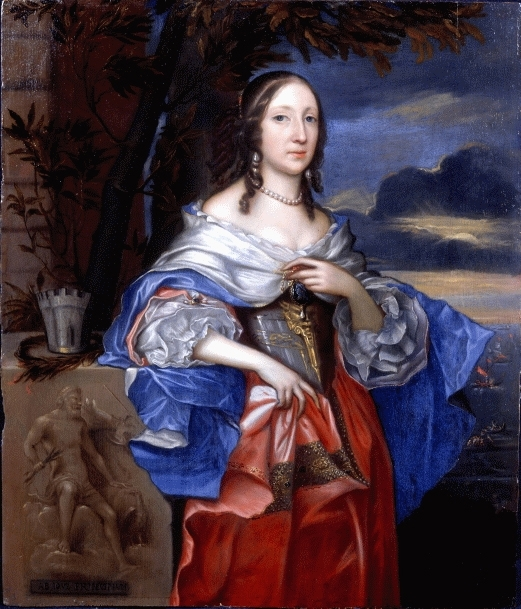
『エリザベス・クレイポール』（1658年）
ナショナル・ポートレート・ギャラリー（ロンドン）
」オリヴァー・クロムウェルの次女で、ジョン・クレイポール夫人の肖像

1656年のイングランド到着後、実際のライトの意思がどうであれ結局イタリアには戻っておらず、間もなく妻子の方をイングランドに呼び寄せている。1653年から1659年のイングランドはプロテスタントが強い支配力を持っていた護国卿時代であり、当時のライトは立場の弱いローマ・カトリック教徒だったが、仕事が途切れることはなかった。イギリス人美術史家エリス・ウォータハウスはライトのことを「クロムウェルへのもっとも慎重で恥知らずの追従家」であるとし、1658年にライトが描いた、クロムウェルの次女でジョン・クレイポールに嫁いだエリザベスの死を悼む肖像画をその例として挙げている。この作品はエリザベスをローマ神話の女神ミネルウァに仮託して描いた寓意画で、エリザベスはローマ神話の主神ユピテル (Jove) のレリーフ（「Ab Jove Principium」というクロムウェルを神として暗喩した銘がきざまれている）にもたれかかって表現され、さらにエリザベスが左手にしているカメオにはクロムウェル自身の肖像が描かれている。ライトはクロムウェルが属していた議会派だけではなく、対立していた王党派側の仕事も受けており、1659年には王党派の軍人で、斬首刑に処せられたイングランド王チャールズ1世の王太子チャールズ2世を王位につけるべく画策していた、第4代ベッドフォード伯フランシス・ラッセルの三男ジョン・ラッセル (en:John Russell (Royalist)) の肖像画を描いている。特徴的なこの肖像画は、現在少なくとも一人の批評家にライトの「最高傑作」であると見なされている。

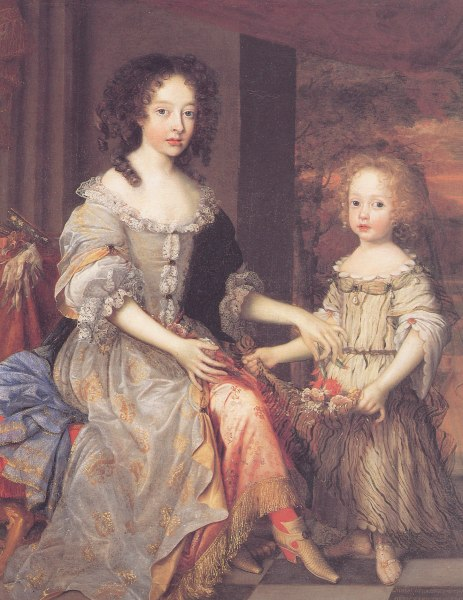
『キャサリン・タルボットとシャーロッテ・タルボット』（1679年）
テート・コレクション

1660年の王政復古でイングランド王位についたチャールズ2世は政策として宗教の融和を掲げ、ライトがローマ・カトリック信者であることは不利ではなくなった。金銭感覚に疎かったライトは経済的な問題に直面したことがあり、チャールズ2世はライトに対して、ライトが所有していたオールド・マスターの絵画作品を抽選によって売却する権利を与えた。このときチャールズ2世自身もライトから14点の絵画を購入している。1660年代初めにロンドンに工房を開設したライトはイングランドでも評判の画家となり、当時の著述家ジョン・イーヴリンの日記にも「有名な画家ライト氏」という記述が残っている。しかし、1665年にロンドンを襲ったペストの大流行のため、ライトも田舎へ疎開せざるを得なくなった。その疎開先でカトリック教徒だったアランデル男爵家 (en:Baron Arundell of Wardour) の3人の肖像画を描いている。皮肉なことに翌1666年のロンドン大火がライトに経済的恩恵をもたらすことになった。シティ・オブ・ロンドンから、火災によって発生した各種の論争を処理するための臨時的な裁判権を与えられた「ファイア・ジャッジ (Fire Judges)」と呼ばれる人々の等身大肖像画の制作依頼を受けたのである。1770年に完成した一連の肖像画は第二次世界大戦の空襲で被災するまでロンドン市庁舎 (en:Guildhall, London) の壁に飾られていた。しかしながら現存している肖像画はシティ・オブ・ロンドンが所有する美術品を集めたギルドホール・アート・ギャラリーが所蔵しているマシュー・ヘイル (en:Matthew Hale (jurist)) とヒュー・ウィンダム (en:Hugh Wyndham) を描いた作品2点のみで、その他の肖像画は焼失などで行方不明になっている。

### イングランド王室からの後援

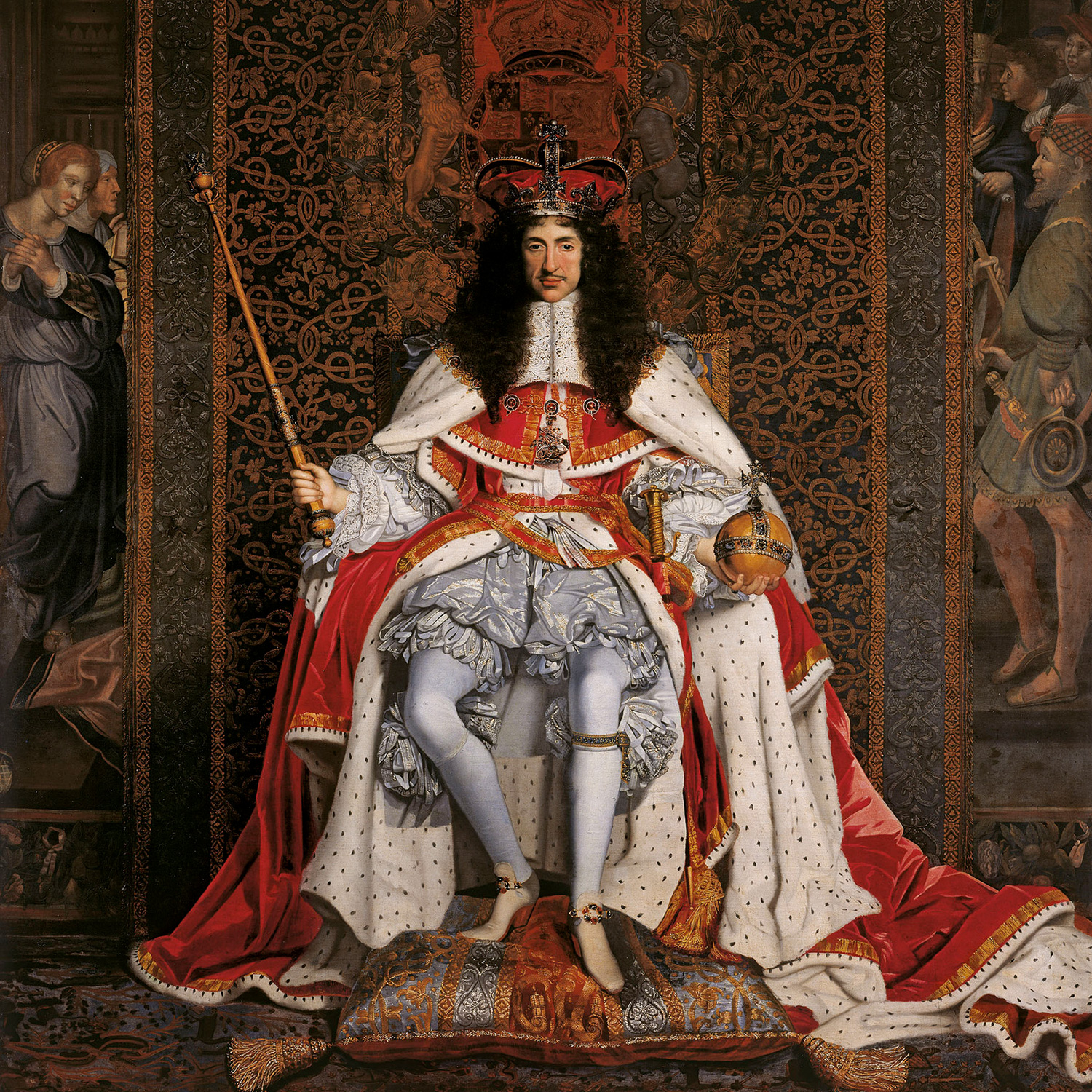
『イングランド王チャールズ2世』（1660年）
ロイヤル・コレクション

チャールズ2世は自身の宮廷にローマ・カトリック教徒を積極的に迎え入れ、ライトも芸術家として王室からの後援を受けることになった。ライトはチャールズ2世が戴冠して間もなくの1661年にチャールズ2世の公式肖像画を描いている。ガーター勲章のローブを身にまとって聖エドワード王冠を被り、両手には宝珠と王笏を持つチャールズ2世の肖像画で、タペストリーを背にして玉座に腰を下ろした、裁きを下すソロモンのような威厳に満ちた姿で描かれている。ライトは他にもホワイトホール宮殿の国王の寝室に天井画を描いている。その後1673年には「常任画家 (picture drawer in ordinary)」に任命され、「王室公認画家 (Pictor Regis)」のサインを使用する権利を得た。しかしながら、ライトが切望していた「国王の宮廷画家 (King's Painter)」の地位は与えられず、チャールズ2世の王政復古以来、その地位はピーター・レリーただ一人のものだった。ライトの作品が持っていた穏やかな写実主義と、注意深い観察から描かれた風景画を背景とした肖像画ではなく、イングランド内戦以前からイングランド宮廷でもてはやされていたアンソニー・ヴァン・ダイクの作風を受け継いだ、より華やかな表現で描かれたレリーの肖像画が宮廷では評価されていた。当時の官僚サミュエル・ピープスの日記にレリーの工房を訪問して楽しんだときの記録があり、「ライトもひとかどの画家に違いない。とはいえ、この二人の作品には明らかな違いがある」と記している。
主席宮廷画家でナイト爵位まで受けたレリーとは違って、ライトはチャールズ2世から重要で意義のある地位も名誉も一切受けていない。しかしながら、ライトが素晴らしい画家だと高く評価する者もいた。1669年にライトとミニチュアール作家サミュエル・クーパー (en:Samuel Cooper) はトスカーナ大公コジモ3世・デ・メディチに拝謁し、後にコジモ3世はライトの工房を訪れ、初代アルベマール公ジョージ・マンク（en:George Monck, 1st Duke of Albemarle）の肖像画制作を依頼している。おそらくライトがチャールズ2世の公式肖像画を描いてからしばらく経った1673年3月3日に、マリー・レディ・ハーミスタンなる詳細不明の人物（ローマ・カトリック教徒であることは間違いない）からコジモ3世に宛てて、ライトに準男爵の地位を与えるようチャールズ2世に取り成して欲しいという奇妙な書簡が送られている。しかしコジモ3世からチャールズ2世に対してこのような申し出はまったくなかった。

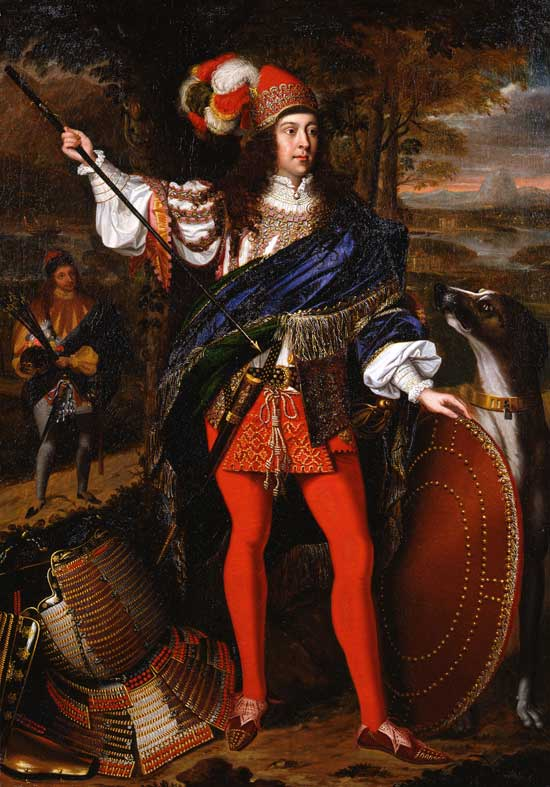
『ニール・オニール』（1680年）
テート・コレクション

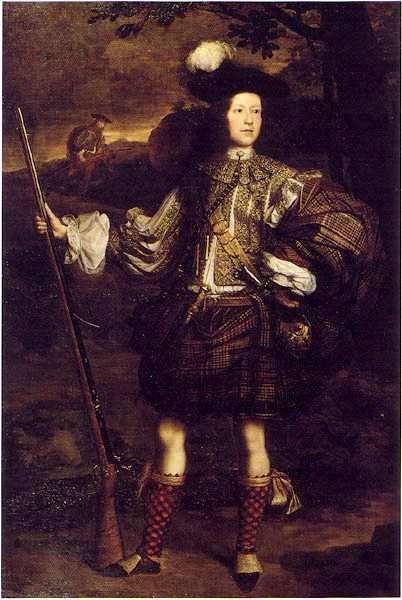
『マンゴー・マレー』（1683年頃）
スコットランド・ナショナル・ポートレート・ギャラリー

1670年代のロンドンではカトリックに対する反感が高まりつつあるなか、当時のライトは宮廷以外の仕事をすることが多かった。1676年から1677年にかけて、スタッフォードシャーのブリスフィールドで第3代準男爵ウォルター・バゴット (en:Sir Walter Bagot, 3rd Baronet) の家族の肖像画を6点描いている。1678年からはダブリンで数年間暮らしているが、おそらくこれはタイタス・オーツの偽証に端を発したカトリック陰謀事件による、ヒステリックなカトリック排斥から避難するためだった。ライトはダブリンでも「王室公認画家」の作風で、『キャサリン・タルボットとシャルロット・タルボット』（テートコレクション、1679年）を描いている。また、指揮官の礼装を身にまとった2点の等身大肖像画『ニール・オニール』（テート・コレクション、1680年ごろ）、『マンゴー・マレー』（スコットランド・ポートレート・ギャラリー、1683年ごろ）もこの時期の作品である。ニール・オニールはライト同様ローマ・カトリック教徒であり、当時ダブリンに亡命していた人物だった。ライトはアイルランドの伝統的な指揮官の礼服を着用したオニールと、その足元に珍しい日本の甲冑を描いている。この甲冑は、当時キリスト教を迫害していたことでよく知られていた日本の事物を描くことで、ローマ・カトリックへの迫害者たちに打ち勝とうとする暗喩であると考えられている。王党派だった初代アソル侯爵ジョン・マレーの5番目の息子マンゴー・マレーの肖像画は、スコットランドのタータンを身にまとう人物が最初に表現された美術品の一つである。

### ローマ大使館時代
1685年に自身がカトリック教徒であることを公言していたジェームズ2世がイングランド王に即位し、ライトはイングランドに戻って王室の仕事を請けることが可能となった。しかしながらジェームズ2世はライトに芸術家ではなく、外交官の世話役という「労多くして益の少ない」仕事を与えた。ライトはチャールズ2世の愛妾だったバーバラ・ヴィリアーズの夫君で初代カースルメイン伯爵ロジャー・パーマー (en:Roger Palmer, 1st Earl of Castlemaine) の世話役に任命された。ライトが持つローマ滞在経験による知識とイタリア語学力も関係したのか、1686年にパーマーはローマ教皇インノケンティウス11世への大使に選ばれ、ローマへと派遣されている。イングランドのローマへの大使派遣は、当時のヨーロッパで喫緊の問題だったローマ・カトリックとプロテスタントとの宗教対立において、イングランドがローマ・カトリック側の立場であることを表す示威行動でもあった。外交官としてのライトの役目は1687年1月の教皇との謁見に向けて、指南役、衣装、装飾などを遺漏なく整えられるよう監視することだった。ほかにもドリア・パンフィリ宮殿で1,000人の招待客を集めて催された大規模な晩餐会の指揮をとり、さらに自ら砂糖菓子でできた彫刻とジェームズ2世の大きな公式肖像画とを手がけてこの晩餐会を成功させている。ライトはローマ滞在中にイタリア駐在大使のイタリア語解説書を刊行してモデナ公妃ラウラ・マルティノッツィに献じており、ローマを離れる1687年10月にはこの解説書の英語版を書き上げてモデナ公妃の娘のジェームズ2世妃メアリー・オブ・モデナに献じている。

### 晩年
ライトの芸術家としてのキャリアは、名誉革命で1688年にジェームズ2世がイングランド王位を追われるとともに終わりを迎えた。プロテスタントであるオラニエ公ウィリアムがイングランド王に即位すれば、ライトが王室からの援助は受けることが出来なくなるのは明白だった。そしてライトは親しく交わる友人もいない中、1694年に死去した。死去直前の同年3月には、セント・ポール大聖堂の教会区にあった自邸を姪のカテエリーナ・ボーに贈るという遺書を残している。その他ライトが残したドローイング、版画、書籍などのコレクションは甥の画家マイケル・ライトが相続した。しかしながらライトの遺言には書籍は売り払って、その売却益を当時外国に住んでいた息子のトマスに与えることと記載されており、遺産の書籍のオークションが1694年6月4日から8月1日にかけて行われている。ライトの遺体は聖マーティン＝イン＝ザ＝フィールズ教会 (en:St Martin-in-the-Fields) に埋葬された。

## 後世の評価
ライトの作品が美術史家から評価され始めたのは、ごく近年になってからである。1982年にスコットランド・ナショナル・ポートレート・ギャラリー で「ジョン・マイケル・ライト - 国王の画家」という美術展が開催された。この美術展がきっかけとなってライトの作品が再評価されることとなり、サラ・スティーブンソンとダンカン・トムソンによって目録が更新され、さらに今まで知られていなかったライトの生涯が明らかにされた。真作の再発見も相次いでおり、今まで別の画家の作品と考えられていた絵画が、ライトの作品であると再同定されている。現在ではライトは17世紀のイギリス出身の芸術家の中でももっとも優れた画家の一人であると見なされており、ロバート・ウォーカー (en:Robert Walker (painter)) やウィリアム・ドブソン (en:William Dobson) ら、以前から評価が高かった当時のイギリス人画家たちと並び賞される存在となっている。近年開催された美術展の展示目録ではライトのことを「17世紀最高のイギリス人画家」として紹介されている。ライトは当時の最上流階級の肖像画を描いた数少ない画家の一人であり、現存しているライトが描いた王族の肖像画の何点かは非常に重要な作品であることは間違いない。特にイングランド上流階級が伝統的に、ドイツのハンス・ホルバインやフランドルのアンソニー・ヴァン・ダイクのような外国人画家を重要視し後援する傾向にあり、その後もドイツ出身のピーター・レリーやゴドフリー・ネラーのような外国人画家が重用され続けた時代だったことを考慮すると、イギリス人画家としてのライトの業績は非常に大きなものである。ライトが成功を収めた理由として諸外国で修行を積んでいたということが挙げられる。それまでのイギリス人芸術家でイタリアを初めとするヨーロッパ諸国の芸術の洗礼を浴びた者はいなかった。イタリア滞在中にアカデミア・ディ・サン・ルカに加入を許されたライトは、ミケランジェロ、ラファエロ、ティツィアーノといった大陸の巨匠たちの作品を収集するだけではなく、これらの作品に影響を受け、ときには色調や作風を模写することによって自身の絵画を確立していった。
|  |  |

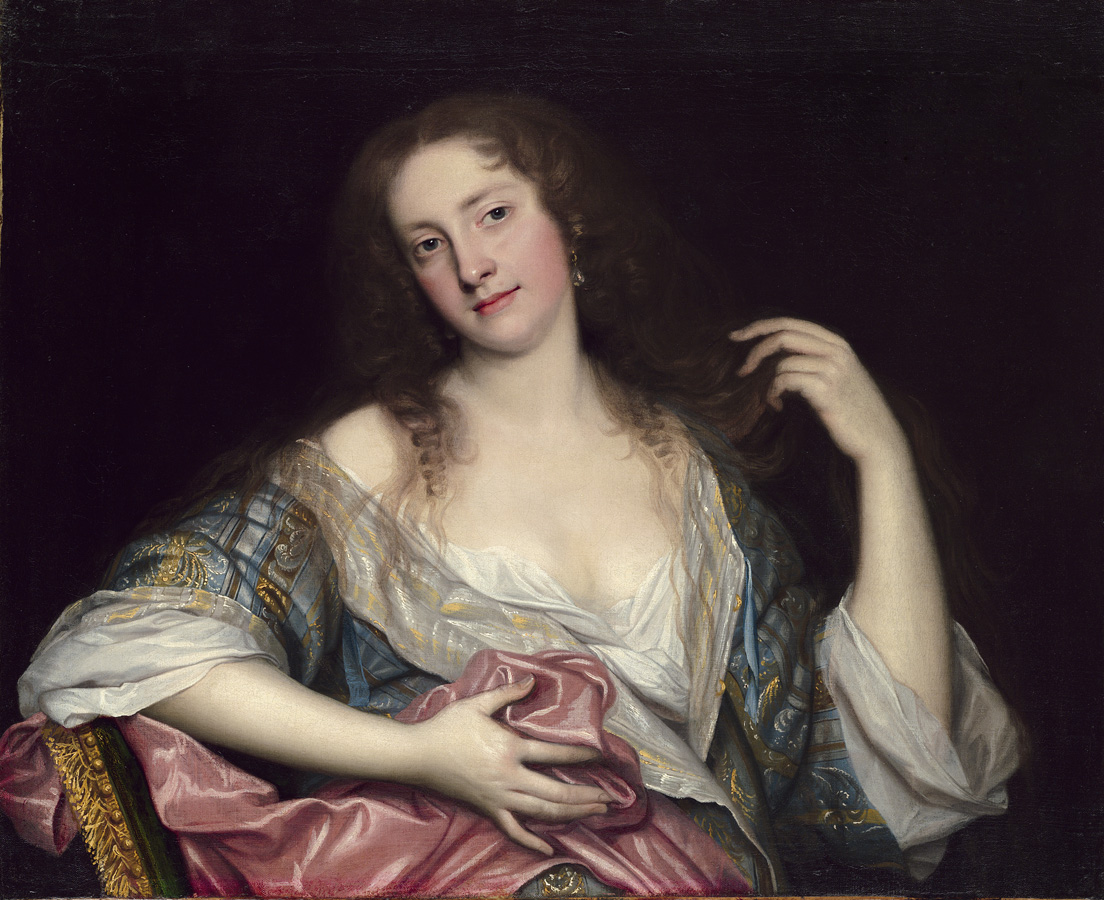
『女性の肖像』、アン・デイヴィスの肖像画ではないかと考えられている。
制作年不明、個人蔵

当時ライトの最大のライバルであり、はるかに大きな影響力を持っていたのは多数の作品を残したピーター・レリーだった。美術評論家オリヴァー・ミラーは、この二人を比較するとあらゆる点において「残酷なまでにライトの弱点と新鮮味のなさが明らかになってしまう」としているが、同時に「この弱点と新鮮味のなさはライトの優れた独創性を意味し、変わることのない品位と魅力とを物語っている。ライトの一風変わった経歴が影響していることは間違いなく、短期間の様々な経験をしてきたことと、ライトの魅力的な人柄によるものだろう」としている。さらにミラーは、レリーとライトがチャールズ2世の愛妾クリーヴランド公爵夫人バーバラ・パーマー（バーバラ・ヴィリアーズ）をモデルとしてそれぞれ描いた肖像画の比較は非常に興味深いとしている。レリーはパーマーを「豊麗で一目で分かる性的魅力にあふれた娼婦」として重厚な性格付けをして描いているのに対して、チャールズ2世の宮廷と愛妾の道徳観に対してほとんど共感を持っていなかったライトはパーマーを人形のような人物として描いていると指摘した。
17世紀のイギリスではライトと比べてレリーのほうがより円熟した人気のある画家と見なされていたとしても、現代の評価ではライトの作品のほうがより生き生きとした写実的な肖像画であると考えられており、サミュエル・ピープスが自身の日記に書いたレリーの作品に対する「素晴らしい、だが好みではない」という評価を裏付けている。ライトの写実主義はときとして性的奔放さと勘違いされることがある。アン・デイヴィスがモデルではないかと考えられている『女性の肖像』に描かれている女性の胸元ははだけており、この女性の慎み深さは赤い布で辛うじて保たれているだけで、当時の道徳的規範からすると危険とも言える生々しい写実性で表現されている。ライトと同時代の画家たちは裸婦や半裸婦を描くときには猥褻画であるという非難から逃れるために、古代神話を描いた作品であるとしてモデルをギリシア・ローマ神話の女神に「偽装して」描いた。これに対して写実主義に裏打ちされたライトの肖像画は、独自の肉体表現と深みを持った作品となっている。